# Kamienie hańbiące

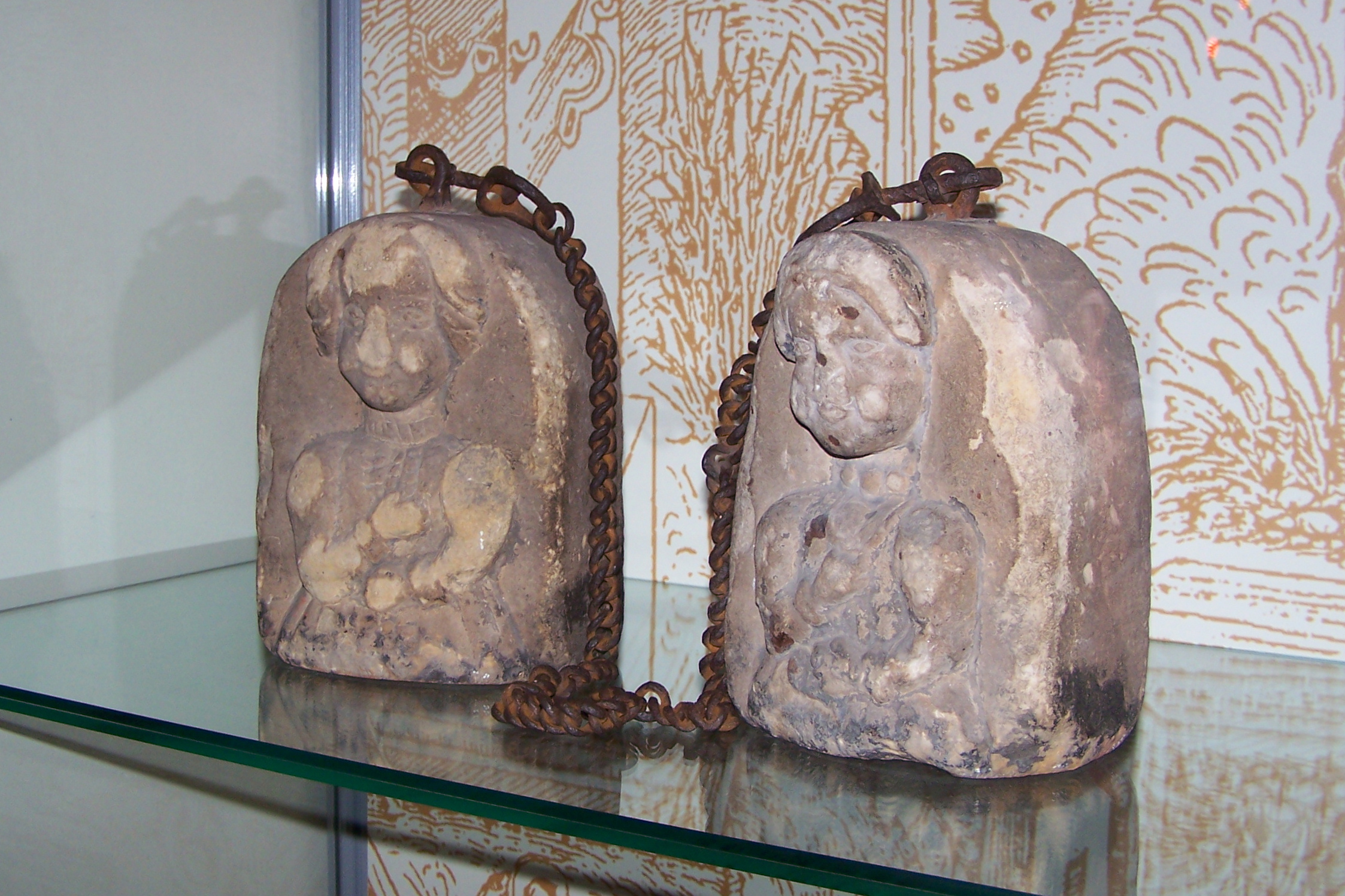
Kamienie hańbiące w Muzeum Ziemi Lubuskiej w Zielonej Górze, jeden z dwóch kompletów w Europie, które zachowały się w całości

Kamienie hańbiące – dwa kamienie połączone łańcuchem wykorzystywane do wymierzania kary ośmieszającej – oprowadzania po mieście z kamieniami hańby zawieszonymi na szyi. Używane były w całej Europie od XIII do XVII w. do karania kobiet za plotkarstwo i kłótliwość. Kamienie takie mogły mieć wyrzeźbione twarze (z wyciągniętym językiem), popiersia kobiece lub wyryte napisy, a także kształt zwierząt. W Szwecji stosowane były również kamienie w kształcie penisa, którymi karano kobiety oskarżone o rozwiązły tryb życia. 
Ich waga jest określana różnie – od ok. 6 kg każdynp. do ok. 15 kg każdy. Czasem używano jednego, cięższego kamienia.